# Rudolph (Ohio)
Rudolph es un lugar designado por el censo ubicado en el condado de Wood en el estado estadounidense de Ohio. En el Censo de 2010 tenía una población de 458 habitantes y una densidad poblacional de 215,92 personas por km².

## Geografía
Rudolph se encuentra ubicado en las coordenadas 41°17′47″N 83°39′50″O / 41.29639, -83.66389. Según la Oficina del Censo de los Estados Unidos, Rudolph tiene una superficie total de 2.12 km², de la cual 2.12 km² corresponden a tierra firme y (0%) 0 km² es agua.

## Demografía
Según el censo de 2010, había 458 personas residiendo en Rudolph. La densidad de población era de 215,92 hab./km². De los 458 habitantes, Rudolph estaba compuesto por el 89.96% blancos, el 0% eran afroamericanos, el 0.22% eran amerindios, el 0% eran asiáticos, el 0% eran isleños del Pacífico, el 3.71% eran de otras razas y el 6.11% pertenecían a dos o más razas. Del total de la población el 8.95% eran hispanos o latinos de cualquier raza.